# 阿根廷—克羅地亞關係
阿根廷－克罗地亚关系（西班牙語：Relaciones Argentina-Croacia）是指阿根廷和克罗地亚之間的雙邊關係。两国于1992年4月13日建交。

## 历史
两国关系可以追溯到19世纪60年代，当时即有克罗地亚人移民到阿根廷，19世纪80年代，阿根廷的火地岛曾经发现金矿，一名叫朱利奥·波普尔的工程师和其中一家公司签订了合同，之后从阿根廷首都布宜诺斯艾利斯的克罗地亚移民中招募同行者，一同前往圣塞巴斯蒂安湾开采黄金。在大火地岛的南岸，人们建立了另一个采金营地。淘金潮迅速地席卷比格尔海峡，吸引了大批克罗地亚人定居火地群岛，该群岛至1893年有超过千人入住。但次年开始，淘金热逐渐消退，金库逐渐枯竭。因此，曾经参与淘金的克罗地亚人只好回到达尔马提亚，部分返回布宜诺斯艾利斯。
第二次世界大战后，有20,000名克罗地亚人成为政治难民，他们在阿根廷总统裴隆的庇护下流亡到阿根廷 。
1992年4月13日，克罗地亚与阿根廷建交，在克羅埃西亞獨立戰爭期间，阿根廷和阿尔巴尼亚是克罗地亚的盟友，阿根廷总统卡洛斯·薩烏爾·梅內姆曾违反联合国安理会对南斯拉夫联盟实行武器禁运的决议，向克罗地亚出售军火 。

## 外交机构

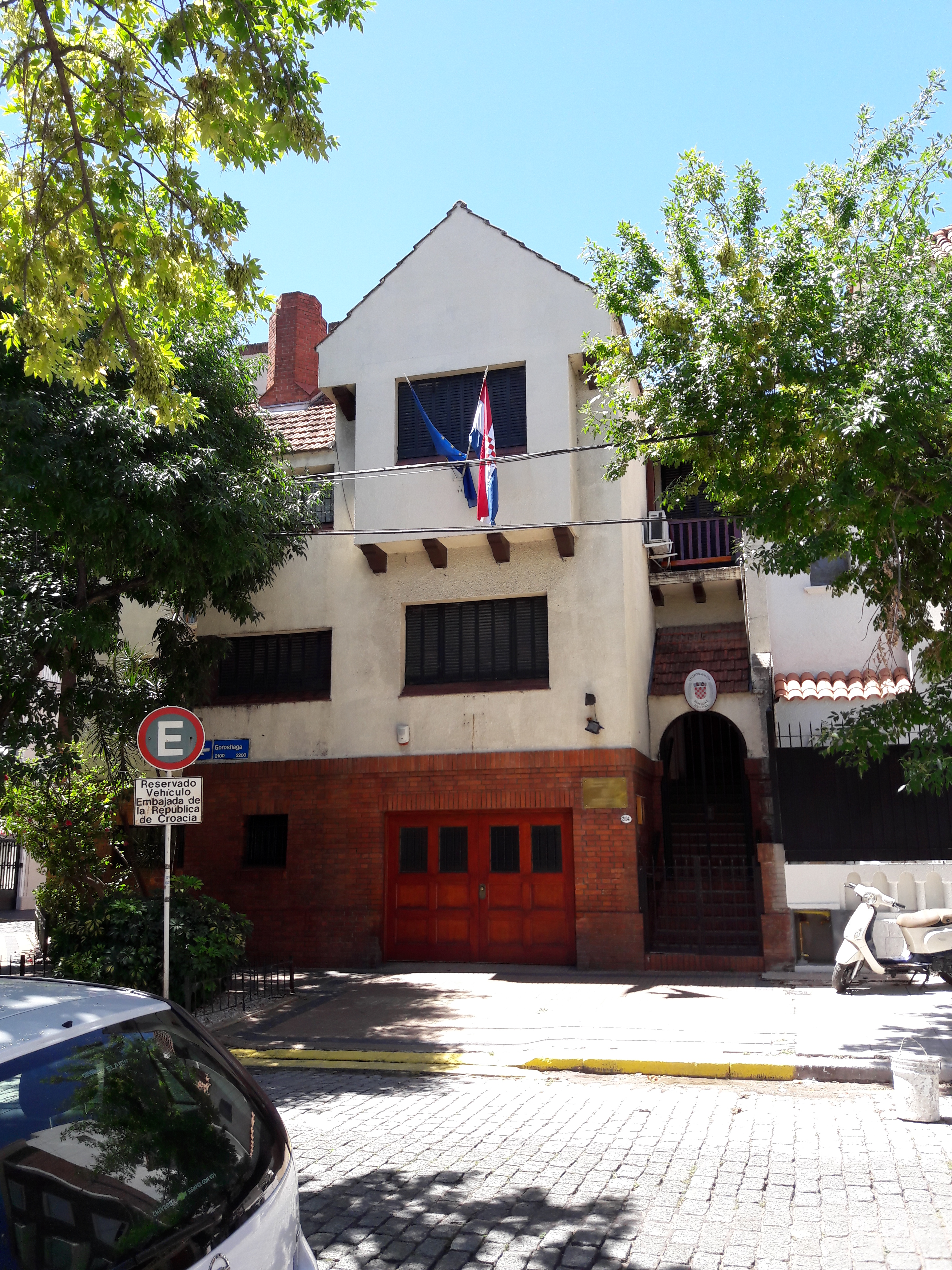
克罗地亚驻阿根廷大使馆

- 阿根廷没有常驻克罗地亚的大使馆，由驻匈牙利大使馆兼辖对克罗地亚事务。[7]
- 在阿根廷首都布宜诺斯艾利斯设有大使馆，并兼辖巴拉圭及乌拉圭。[8]

## 旅行与签证

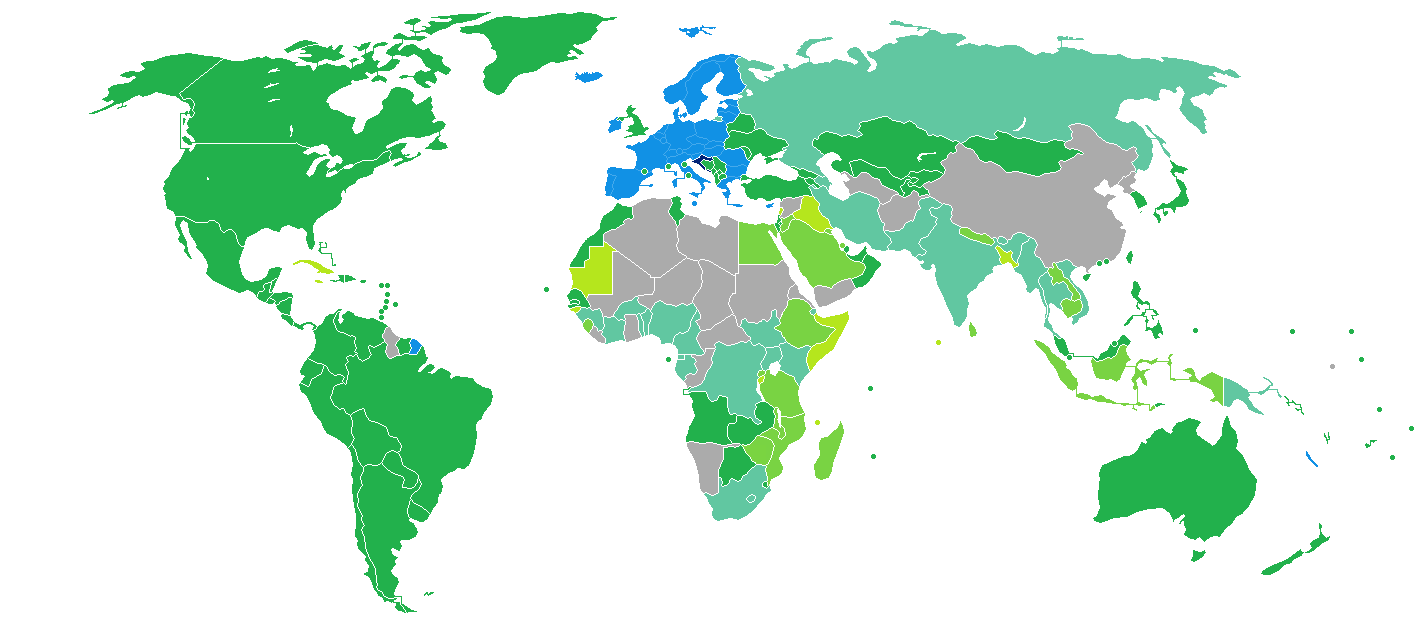
持歐盟的克羅埃西亞護照之克羅埃西亞公民可以免簽證的方式入境阿根廷。

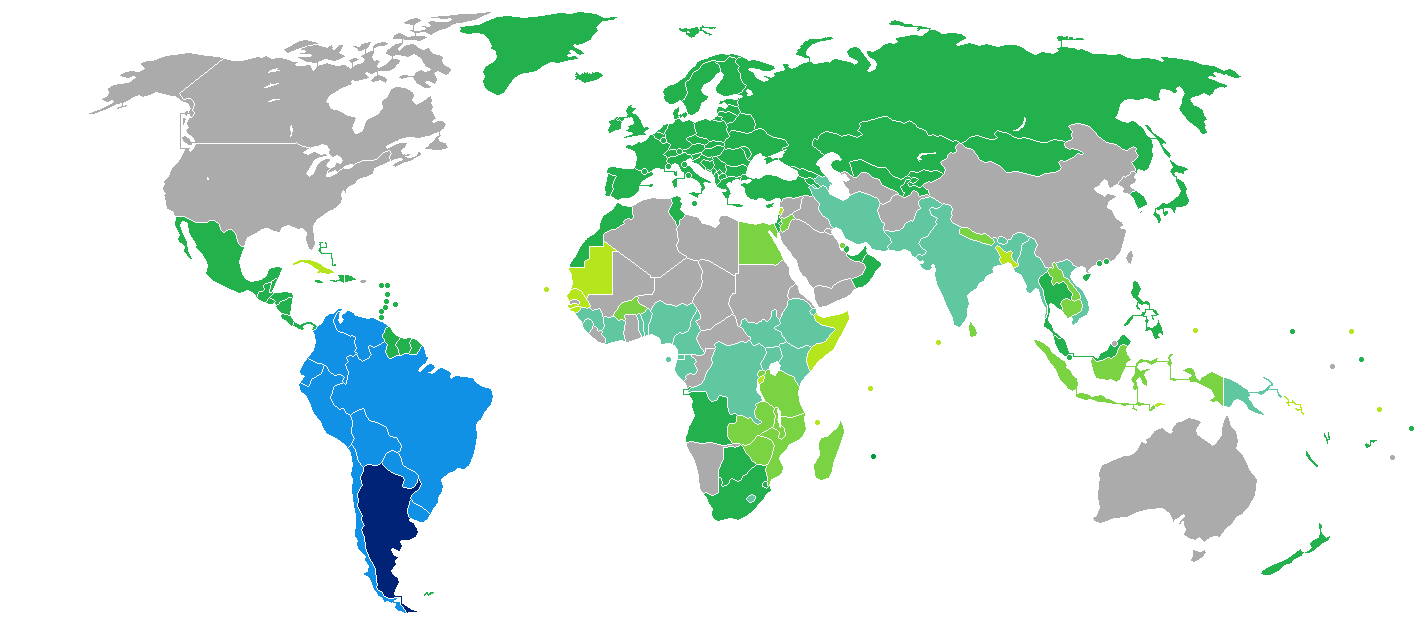
持阿根廷護照的阿根廷公民可以免簽證的方式入境克罗地亚。

持有阿根廷護照的阿根廷公民可以免簽證的方式入境克罗地亚，在180天内停留最多90天。
持歐盟的克羅埃西亞護照之克羅埃西亞公民也可以免簽證的方式入境阿根廷，停留最多90天。